# ATP Challenger Hilton Head
Das ATP Challenger Hilton Head Island (offiziell: Hilton Head Challenger) war ein Tennisturnier, das einmalig 1978 auf der Hilton Head Island, South Carolina, stattfand. Es gehörte zur ATP Challenger Tour und wurde im Freien auf Hartplatz gespielt.

## Liste der Sieger

### Einzel
| Jahr | Sieger        | Finalgegner | Ergebnis      |
| ---- | ------------- | ----------- | ------------- |
| 1978 | Ricardo Acuña | Tim Garcia  | 1:6, 6:3, 7:6 |

### Doppel
| Jahr | Sieger                     | Finalgegner           | Ergebnis      |
| ---- | -------------------------- | --------------------- | ------------- |
| 1978 | Peter Rennert Kevin Curren | Paul Kronk Greg Braun | 6:3, 4:6, 6:2 |